# MV A Regina
MV A. Regina fue un transbordador de pasajeros Ro-Ro de 330 pies de largo con bandera panameña operado por Dominican Ferries, OMI : 6702155. El barco, originalmente llamado Stena Germanica , fue construido en 1967 por Langesund mekaniske verksted en Langesund, Noruega. El buque fue entregado el 15 de abril de 1967 a Stena AB , y fue nombrado oficialmente Stena Germanica el 21 de abril de 1967 con madrina Helga Renger. En febrero de 1979, fue vendido a Armatur Sa Panama ( Corsica Ferries ) y rebautizado como A. Regina. El 15 de febrero de 1985, el Dominican Ferries A. Regina encalló y naufragó en un arrecife frente a la Isla de Mona en el Pasaje de Mona.

## Hundimiento

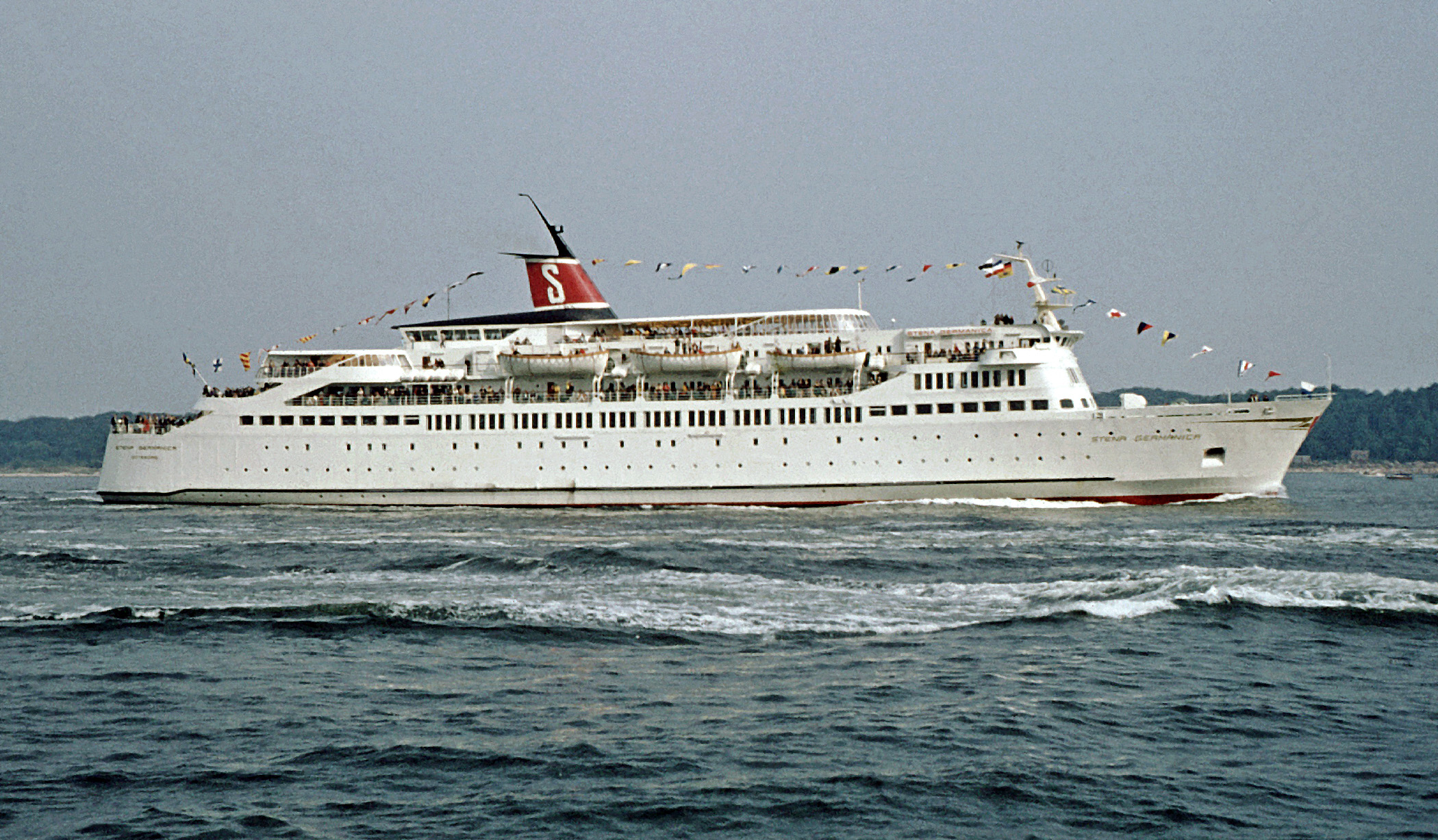
Vista lateral del Stena Germanica en el año 1972.

El 15 de febrero de 1985 a la 1:20 am, mientras se dirigía desde Mayagüez, Puerto Rico, a San Pedro de Macorís, República Dominicana, el barco encalló en un arrecife frente al sureste de la Isla de Mona, un santuario marino y natural deshabitado ubicado aproximadamente a 80 km de Mayagüez. A la 1:40 a. m., el capitán del A. Regina se comunicó con la Guardia Costera de los Estados Unidos y describió la situación del barco, informó que no había peligro inmediato e indicó que sería mejor esperar hasta el amanecer antes de que los pasajeros y la tripulación abandonaran el barco. Un helicóptero de la Estación Aérea de la Guardia Costera de Borinquen fue enviado al lugar. Al amanecer, utilizando los botes salvavidas del barco, 143 pasajeros y 72 miembros de la tripulación desembarcaron en la Isla de Mona para esperar el rescate. No hubo víctimas ni heridos graves.
A las 10:30 a. m., la fragata USS Joseph Hewes llegó al lugar, pero debido a las condiciones del oleaje, no pudo utilizar sus pequeñas embarcaciones para transportar a las personas desde la playa. El Joseph Hewe permaneció cerca y, utilizando su helicóptero, entregó comida caliente, refrescos y agua a los evacuados en la isla de Mona.
El transporte de los evacuados varados del A. Regina fuera de la Isla de Mona se retrasó debido a la falta de comunicación entre las agencias del gobierno federal y local. Al final de la tarde, los niños, las mujeres embarazadas y las personas que necesitaban cuidados especiales fueron los primeros en ser transportados fuera de la Isla de Mona en helicóptero. Se hizo evidente, dada la limitada capacidad de ocupantes de los helicópteros disponibles, que transportar a todos los evacuados antes del anochecer no sería posible. Cuando anocheció el 15 de febrero de 1985, solo aproximadamente la mitad de los evacuados habían sido transportados de regreso a Mayagüez, Puerto Rico. Los vuelos de evacuación nocturnos se consideraron inseguros, por lo que se llevaron alimentos y mantas en helicóptero a los evacuados restantes, que no tuvieron más opción que pasar una noche en la reserva de la isla. Al amanecer del sábado 16 de febrero de 1985, los helicópteros de la Guardia Nacional Aérea de Puerto Rico , el Ejército de los Estados Unidos , la Guardia Costera de los Estados Unidos y la Fuerza Aérea Dominicana pudieron recoger a los pasajeros y la tripulación restantes. El último grupo de evacuados llegó a Mayagüez a la 1:15 p. m., casi 36 horas después del encallamiento.
Los intentos de reflotar el barco no tuvieron éxito. El A. Regina, valorado en ese momento en 5 millones de dólares estadounidenses, y los 31 automóviles a bordo se consideraron una pérdida total. La Junta Nacional de Seguridad del Transporte (NTSB) publicó las conclusiones de su investigación en 1986 (NTSB-MAR-86-02), que determinó que el capitán del barco, el capitán Ascenzio Bessone, fue responsable del encallamiento al no "controlar el progreso del buque a lo largo de la línea de rumbo trazada mediante el trazado de puntos de referencia de navegación para detectar el rumbo y la deriva del buque". También en 1986, basándose en una revisión de la respuesta del gobierno federal y de Puerto Rico al incidente del encallamiento del A. Regina, la NTSB emitió una Recomendación de Seguridad instando al gobierno puertorriqueño a "ayudar a la Guardia Costera de los Estados Unidos a desarrollar un memorando de entendimiento sobre responsabilidades, comunicaciones y coordinación de logística entre las agencias responsables de participar en diversas situaciones de búsqueda y rescate, tanto de emergencia como de no emergencia, en las islas costeras de Puerto Rico".
El lugar del naufragio del MV A. Regina estaba situado aproximadamente a 18°3.20′N 67°53.02′O. Los escombros y el combustible derramado del naufragio del MV A. Regina comenzaron a llegar a la costa de la reserva de la Isla de Mona a medida que el barco se oxidaba y se desintegraba lentamente. Los ambientalistas, preocupados por que el naufragio representara una amenaza para las tortugas en peligro de extinción y otros animales salvajes, abogaron por su eliminación del arrecife. En 1988, el Congreso de los Estados Unidos incluyó una disposición en la Ley de Desarrollo de Recursos Hídricos de 1988 Pub. L. Tooltip Derecho público (Estados Unidos) 100–676 para la remoción de los restos abandonados del A. Regina. El gobierno de los Estados Unidos también aprobó la ley Pub. L.Tooltip Derecho público (Estados Unidos) 100–653 en la que la Sección 902 de la ley disponía la transferencia de una barcaza autoelevable tipo A del muelle Delong a una entidad privada para su uso en las tareas de remoción de los restos del A. Regina. En 1990, los restos del pecio del A. Regina fueron retirados y desguazados in situ del arrecife de la Isla de Mona por Titan Maritime Industries, una empresa de salvamento marítimo que utilizó la barcaza autoelevable adquirida al gobierno federal.